# Ruggero Pasquarelli
Ruggero Pasquarelli (Pronúncia: Rudiêro Pascuarêli) (Pescara, 10 de setembro de 1993) é um ator, cantor, dançarino e músico italiano. Ruggero é conhecido pela participação na quarta temporada do The X Factor italiano em 2010, por co-protagonizar em 2012 até 2015 a série latina Violetta da Disney na pele de Federico Paccini e de 2016 até 2018 pelo papel do protagonista Matteo Balsano na série também latina Soy Luna da Disney.

## Vida pessoal
Teve um relacionamento de seis anos iniciado em 2014 e que chegou ao fim em 2020 com a também atriz Candelaria Molfese, colega de elenco na série Violetta. Por entrevistas, confirmou-se que o ator a havia traído algumas vezes, e que Tini foi responsável por abrir os olhos de Cande.
Em 2021 começou seu relacionamento com a modelo Camila Orsi.

## Carreira
Ruggero participou da quarta temporada do The X Factor italiano em 2010 e terminou em 6° lugar. Depois de ser eliminado do The X Factor, se juntou à Disney para possíveis papeis. Em 2012 e até 2015, interpretou co-protagonista Federico Paccini na série Violetta, do Disney Channel. Em 2015 se juntou ao elenco da nova série do Disney Channel sucessora de Violetta, Soy Luna, no papel do protagonista masculino Matteo Balsano, onde faz par romântico com a protagonista Luna Valente, interpretada pela atriz mexicana Karol Sevilla. A série teve sua primeira temporada estreada em março de 2016 e durou 3 temporadas, tendo seu fim em 2018. Além disso, contou com duas turnês pela américa latina e uma tour internacional. Após o fim da série, Ruggero seguiu com sua carreira solo como cantor. Em 2019 atuou na telenovela Argentina, tierra de amor y venganza, como Víctor "Toro" de Leone.

## Filmografia
| Ano           | Título                               | Papel                  | Notas                                                          |
| ------------- | ------------------------------------ | ---------------------- | -------------------------------------------------------------- |
| 2010          | The X Factor                         | Ele mesmo              | Candidato, 6° lugar                                            |
| 2011          | Social King                          | Ele mesmo              |                                                                |
| 2011–2012     | In Tour                              | Tom                    | Protagonista                                                   |
| 2012          | Get The Party                        | Ele mesmo              |                                                                |
| 2012–2015     | Violetta                             | Federico Paccini       | Recorrente (1ª e 2ª temporada); Co-protagonista (3ª temporada) |
| 2016-presente | Soy Luna                             | Matteo Balsano         | Protagonista                                                   |
| 2016          | Pijama Party                         | Ele mesmo              | Participação especial                                          |
| 2016          | Um, Dois, Chef!                      | Ele mesmo              | Participação especial (3ª episódio da 3ª temporada)            |
| 2019          | Argentina, tierra de amor y venganza | Víctor "Toro" de Leone |                                                                |
| 2022          | Supernova                            | June                   |                                                                |

## Discografia
| Trilhas sonoras | Trilhas sonoras | Trilhas sonoras                    |
| Ano             | Canção | Álbum                              |
| --------------- | --- | ---------------------------------- |
| 2010            | A me me piace 'o Blues | X Factor 4 Compilation             |
| 2011            | Accendi il Sole (com Martina Russomanno e Arianna Costantin) | In Tour                            |
| 2011            | Una Vita Per Me (com Martina Russomanno e Arianna Costantin) | In Tour                            |
| 2011            | Elettrica (com Martina Russomanno e Arianna Costantin) | In Tour                            |
| 2011            | Lo Show (com Martina Russomanno e Arianna Costantin) | In Tour                            |
| 2011            | Drive (com Martina Russomanno e Arianna Costantin) | In Tour                            |
| 2011            | Life's Gonna Happen (com Martina Russomanno e Arianna Costantin) | In Tour                            |
| 2012            | Tienes El Talento (com Elenco de Violetta) | Cantar es lo que soy               |
| 2013            | Luz, Cámara y Acción | Hoy Somos Más                      |
| 2013            | Luz, cámara y acción | Violetta en Vivo (versão italiana) |
| 2013            | Viene e Canta (com Lodovica Comello) | Violetta en Vivo (versão italiana) |
| 2014            | Rescata Mi Corazón | Gira Mi Canción                    |
| 2014            | En Gira (com Elenco de Violetta) | Gira Mi Canción                    |
| 2014            | Queen Of The dance Floor (com Jorge Blanco, Facundo Gambandé, Nicolas Garnier e Samuel Nascimento)                                                                                         | Gira Mi Canción                    |
| 2014            | Friends Till The End (com Elenco de Violetta) | Gira Mi Canción                    |
| 2015            | Crecimos Juntos (com Elenco de Violetta) | Crecimos juntos                    |
| 2015            | Es Mi Pasión (com Elenco de Violetta) | Crecimos juntos                    |
| 2015            | Llámame (com Elenco de Violetta) | Crecimos juntos                    |
| 2015            | Solo Pienso En Ti (com Jorge Blanco, Facundo Gambandé, Nicolas Garnier e Samuel Nascimento)                                                                                                | Crecimos juntos                    |
| 2015            | Mas Que Una Amistad (com Jorge Blanco, Facundo Gambandé, Nicolas Garnier e Samuel Nascimento)                                                                                              | Crecimos juntos                    |
| 2015            | Mi Princesa (com Jorge Blanco, Facundo Gambandé, Nicolas Garnier e Samuel Nascimento) | Crecimos juntos                    |
| 2015            | Mil Vidas Atrás (com Jorge Blanco, Facundo Gambandé, Nicolas Garnier e Samuel Nascimento)                                                                                                  | Crecimos juntos                    |
| 2016            | Siento | Soy Luna                           |
| 2016            | Prófugos (com Valentina Zenere) | Soy Luna                           |
| 2016            | I'd Be Crazy (com Michael Ronda, Agustín Bernasconi, Lionel Ferro, Jorge López e Gastón Vietto)                                                                                            | Soy Luna                           |
| 2016            | Camino (com Elenco de Soy Luna) | Soy Luna                           |
| 2016            | Vuelo (com Elenco de Soy Luna) | Soy Luna                           |
| 2016            | Qué más da (com Karol Sevilla) | Música en ti                       |
| 2016            | A rodar mi vida (com Elenco de Soy Luna) | Música en ti                       |
| 2016            | Nada ni nadie | Música en ti                       |
| 2016            | Eres (Radio Disney Vivo) (com Karol Sevilla e Michael Ronda) | Música en ti                       |
| 2016            | Alas (Radio Disney Vivo) (com Elenco de Soy Luna) | Música en ti                       |
| 2016            | Solo Tu (Italiano) (com Karol Sevilla) | Solo Tu                            |
| 2017            | Valiente (com Elenco de Soy Luna) | La vida es un sueño                |
| 2017            | Cuenta Conmigo (com Elenco de Soy Luna) | La vida es un sueño                |
| 2017            | Vives en Mí (com Karol Sevilla) | La vida es un sueño                |
| 2017            | I've Got a Feeling (com Karol Sevilla, Valentina Zenere, Chiara Parravicini, Michael Ronda, Lionel Ferro e Gastón Vietto)                                                                  | La vida es un sueño                |
| 2017            | Princesa | La vida es un sueño                |
| 2017            | Footloose (com Elenco de Soy Luna) | La vida es un sueño                |
| 2017            | Allá Voy | La vida es un sueño                |
| 2017            | Stranger | La vida es un sueño                |
| 2017            | Aquí Estoy (com Agustín Bernasconi) | La vida es un sueño                |
| 2017            | Siempre Juntos (Versão Grupal) (com Elenco de Soy Luna) | La vida es un sueño                |
| 2017            | Cuenta Conmigo (AtellaGali Remix) (com Elenco de Soy Luna) | Soy Luna Remixes                   |
| 2017            | I've Got a Feeling (AtellaGali Remix) (com Karol Sevilla, Valentina Zenere, Chiara Parravicini, Michael Ronda, Lionel Ferro e Gastón Vietto)                                               | Soy Luna Remixes                   |
| 2017            | Stranger (AtellaGali Remix) | Soy Luna Remixes                   |
| 2017            | Siempre Juntos (Versão Grupal (AtellaGali Remix) (com Elenco de Soy Luna) | Soy Luna Remixes                   |
| 2018            | Modo Amar (com Karol Sevilla, Michael Ronda, Gastón Vietto, Lionel Ferro, Carolina Kopelioff, Jorge López, Chiara Parravicini, Ana Jara, Malena Ratner e Katja Martínez)                   | Modo Amar                          |
| 2018            | Quiero Verte Sonreir | Modo Amar                          |
| 2018            | Despierta mi mundo (com Karol Sevilla, Chiara Parravicini, Michael Ronda, Malena Ratner, Katja Martinez, Ana Jara)                                                                         | Modo Amar                          |
| 2018            | Quédate (com Karol Sevilla) | Modo Amar                          |
| 2018            | Si Lo Sueñas Claro (com Karol Sevilla, Michael Ronda, Gastón Vietto, Lionel Ferro, Jandino, Carolina Kopelioff, Jorge López, Chiara Parravicini, Ana Jara, Malena Ratner e Katja Martínez) | Modo Amar                          |
| 2018            | Esta Noche No Paro | Modo Amar                          |
| 2018            | Nadie Como Tú (com Michael Ronda, Lionel Ferro, Agustín Bernasconi, Jorge López e Gastón Vietto)                                                                                           | Modo Amar                          |
| 2018            | Todo Puede Cambiar (com Elenco de Soy Luna) | Modo Amar                          |
| 2019            | Probablemente | Carreira solo                      |
| 2019            | No Te Voy a Fallar | Carreira solo                      |
| 2019            | Apenas Son Las 12 (FT. MYA- Agustín Bernasconi e Maxi Espíndola) | Carreira solo                      |
| 2020            | Puede | Carreira solo                      |
| 2020            | Bella | Carreira solo                      |
| 2020            | Por eso estoy aquí (Tres Dedos) | Carreira solo                      |
| 2020            | Dos Extraños | Carreira solo                      |
| 2020            | Mil Razones | Carreira solo                      |
| 2021            | Úsame (FT. Dvicio) | Carreira solo                      |
| 2021            | Si Tú No Estás | Carreira solo                      |
| 2021            | Gelato | Carreira solo                      |
| 2021            | Tú Conmigo | Carreira solo                      |
| 2021            | Dime | Carreira solo                      |
| 2021            | Casualidad (Bonus Track) | Carreira solo                      |

## Prêmios e Indicações
| Ano  | Premiação                          | Categoria                      | Trabalho                       | Resultado |
| ---- | ---------------------------------- | ------------------------------ | ------------------------------ | --------- |
| 2015 | Kids' Choice Awards Argentina 2015 | Bombón                         | Federico em Violetta           | Venceu    |
| 2016 | Kids Choice Awards Colombia 2016   | Ator Favorito                  | Matteo em Soy Luna             | Venceu    |
| 2016 | Kids' Choice Awards Argentina 2016 | Ator Favorito                  | Matteo em Soy Luna             | Venceu    |
| 2016 | Momento Viral                      | Ele mesmo & Candelaria Molfese |                                | Venceu    |
| 2017 | Kids' Choice Awards Colombia 2017  | Ator Favorito                  | Matteo em Soy Luna             | Venceu    |
| 2017 | Tú Awards 2017                     | #El chico sexy                 | Matteo em Soy Luna             | Indicado  |
| 2017 | Tú Awards 2017                     | #La parejita más cute          | Ele mesmo & Candelaria Molfese | Indicado  |